# Perdita evansi
Perdita evansi är en biart som beskrevs av Timberlake 1964. Perdita evansi ingår i släktet Perdita och familjen grävbin. Inga underarter finns listade i Catalogue of Life.